# James D. Hodgson

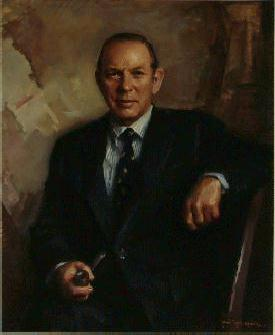
James D. Hodgson

James Day Hodgson (* 3. Dezember 1915 in Dawson, Lac qui Parle County, Minnesota; † 28. November 2012 in Malibu, Kalifornien) war ein US-amerikanischer Geschäftsmann und Politiker (Republikanische Partei), der unter Präsident Richard Nixon das Amt des US-Arbeitsministers bekleidete.

## Leben
James Hodgson besuchte die University of Minnesota und wechselte später auf die University of California. Im Zweiten Weltkrieg kämpfte er in den Reihen der US Navy.
Nach der Rückkehr aus dem Krieg war er in zahlreichen Zweigen der Industrie tätig. So wurde er schließlich Vizepräsident für industrielle Beziehungen bei der Lockheed Corporation.

## Öffentliche Ämter
Nachdem der vorherige Amtsinhaber George P. Shultz als Direktor ins Office of Management and Budget gewechselt war, wurde James Hodgson von Präsident Nixon als neuer Arbeitsminister in sein Kabinett berufen. Während seiner Amtszeit wurde der Occupational Safety and Health Act durch den Kongress ratifiziert, der die Kompetenzen des Ministeriums deutlich erweiterte. Um die Wirtschaftskrise zu bewältigen, die aus den Folgen des Vietnamkrieges resultierte, brachte Hodgson 1971 den Emergency Employment Act ein, der einen Ausbau der Beschäftigungs- und Ausbildungsprogramme vorsah.
Hodgson schied am 1. Februar 1973 aus der Regierung aus. Von 1974 bis 1977 fungierte er als US-Botschafter in Japan. Dort begann er sich für die Gedichtform der Senryū zu begeistern; nach seiner Rückkehr in die USA veröffentlichte er „American Senryū“, eine Sammlung von ihm verfasster Gedichte.
Nach dem Tod von W. Willard Wirtz war Hodgson der älteste noch lebende frühere US-Minister.
Hodgson starb am 28. November 2012 in seinem Haus in Malibu an Komplikationen nach einer Hüftoperation.